# 弘道館 (佐賀藩)

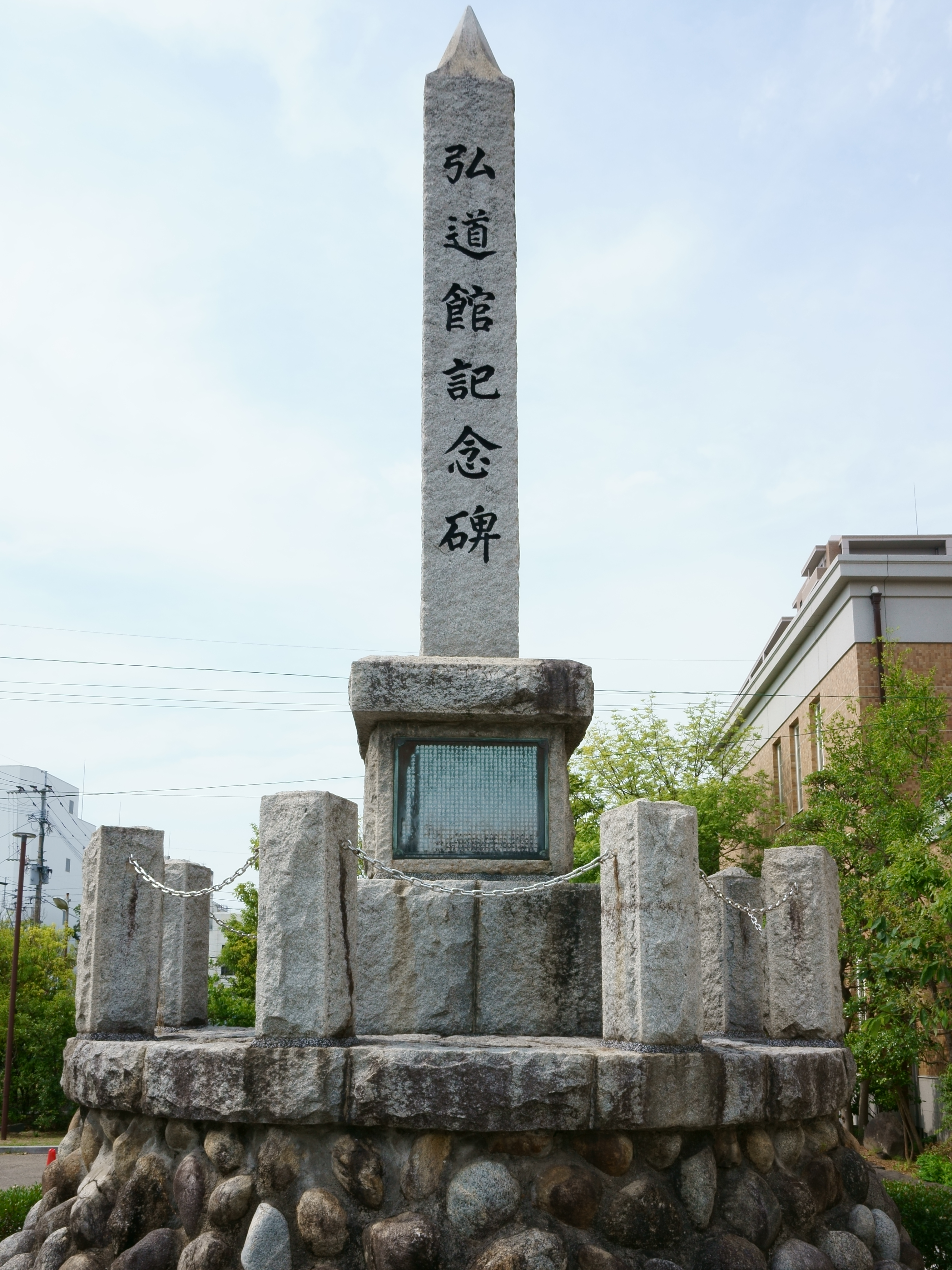
弘道館記念碑（佐賀市松原）

弘道館（こうどうかん）は、江戸時代中期に日本の佐賀藩が設立した藩校である。弘道館（学館）といい、水戸藩、出石藩（但馬国）の同名の藩校と並んで「天下三弘道館」の一つと称された。

## 沿革

### 経緯
1781年（天明元年）、佐賀藩第8代藩主鍋島治茂が儒学者の古賀精里に命じ、佐賀城に近い松原小路に藩校「弘道館」を設立した。
設立にあたり、熊本藩の藩校「時習館」をモデルとした。鍋島治茂は石井鶴山（儒学者）を熊本藩に派遣し、成功した改革と藩校の関係を学ばせた。改革の秘訣は「改革の担い手となる人材の育成」にあった。鶴山自身も、鍋島治茂の許可を得て、幕臣の大田南畝（蜀山人）、広島藩の頼春水ら学者と交流を深め、親しい間柄になった。それとともに、諸国を遊歴した。安永年間には、近江、美濃、尾張、河、陸奥、出羽、江戸、上総、下総、上野、下野、信濃、大坂、山陽諸国を、天明年間には、肥後、薩摩、江戸、北陸及び山陰諸国、筑前、長門、近江、京都、伊勢、尾張、大坂、山陽諸国を訪れて、他藩の改革事例を収集し、諸国の実状の把握に努めた。古賀精里は弘道館の初代校長格、石井鶴山は教頭格となった。
1806年（文化3年）、古賀精里の子である古賀穀堂は意見書『学政管見』を提出した。この意見書で「教育予算は削らず、逆に三倍に増やすべき」などと提言し、教育の重要性を訴えた。これは江戸時代の教育論としては現在も評価が高い。1830年（天保元年）、第10代藩主鍋島直正は藩主になると同時に弘道館の充実を指示した。
1840年（天保11年）、鍋島直正は北堀端に移転拡充し、蒙養舎を設立した。蒙養舎では15歳以下の藩士の子弟を教育した。弘道館は、初級学校にあたる外生寮（蒙養舎）と、上級学校にあたる内生寮があり、藩士の子弟は、数え年六～七歳になると、まず外生寮に入ることになる。古賀穀堂が直正の教育係を務めた。穀堂が『学政管見』で訴えた政策はほぼそのまま実施されたと言える。例えば170石だった教育予算は、1840年（天保11年）には1,000石に増加していた。
幕末から明治新政府で活躍した副島種臣、大木喬任、大隈重信、佐野常民、江藤新平、島義勇らの佐賀藩士は弘道館の出身者である。弘道館の教育理念は旧制佐賀中学校（現・佐賀県立佐賀西高等学校）と勧興小学校（現・佐賀市立勧興小学校）に受け継がれた。勧興小学校は年少者が学んでいた蒙養舎を継承して開校した。その校舎の2階には現在も資料室「懐古堂」がある。旧制佐賀中学校は弘道館跡に開校した。

### 年表
- 1691年（元禄4年） - 佐賀藩第2代藩主鍋島光茂が佐賀二の丸に「鬼丸聖堂」を設立。
- 1697年（元禄10年） - 佐賀藩第3代藩主鍋島綱茂が聖堂を観頤荘内に移転。当時佐賀藩の学問の中心であった[5]。
- 1781年（天明元年） - 佐賀藩第8代藩主鍋島治茂が松原小路に藩校「弘道館」を設立。
- 1806年（文化3年） - 古賀穀堂が意見書『学政管見』を提出。
- 1830年（天保元年） - 第10代藩主になった鍋島直正が弘道館の充実を指示。
- 1834年（天保5年）　- 鍋島直正の藩政改革により医学館医学寮創設（直正公の扁額が下し置かれており、この頃既に「好生館」と呼ばれていた）。
- 1840年（天保11年） - 鍋島直正が北堀端に移転拡充し、「蒙養舎」を設立。
- 1846年（弘化3年） - 聖堂を弘道館に移転。
- 1851年（嘉永4年） - 弘道館内に医学寮蘭学寮設置。
- 1872年（明治5年） - 明治新政府の学制改革により弘道館が一旦廃止される。
- 1874年（明治7年） - 弘道館の初等教育部が、勧興小学校（現・佐賀市立勧興小学校）として復活・開校。蒙養舎を継承。
- 1876年（明治9年） - 弘道館の中等教育部が、弘道館跡に佐賀変則中学校（現・佐賀県立佐賀西高等学校）として復活・開校。
- 1895年（明治28年） - 弘道館跡にあった校舎を旧佐賀城内西地区に移転。
- 1914年（大正3年） - 勧興尋常小学校が北堀端から佐賀市成章町へ移転。

## 教授
- 古賀精里（弘道館教授、儒学者）
- 古賀穀堂（弘道館教授） - 古賀精里の子
- 古資素堂
- 鍋島茂真（学館頭人、佐賀藩請役当役） - 直正の庶兄、須古鍋島家（白石町）十四代邑主
- 草場佩川（弘道館教授、儒学者）
- 草場船山
- 枝吉南濠
- 枝吉神陽（弘道館教授　国学者） - 副島種臣の実兄
- 副島種臣
- 石井鶴山（儒学者）
- 相良知安（医学者、のち蘭学寮）
- 関尚樸
- 石田一鼎
- 河浪自安
- 河浪質斉
- 武富廉斉
- 宝松致斉
- 宝松文信
- 宝松戩甫
- 鶴田省庵
- 多久顔楽
- 深江純孝
- 釈大潮
- 大塚師政
- 大塚松処
- 大塚克忠
- 大塚桂山
- 長森以休
- 平本智雄
- 原守孝
- 岡竜洲
- 河野恕斉
- 村島政方
- 長尾遁翁
- 長尾東郭
- 福地元雅
- 石丸亀峰
- 横尾紫洋[6]
- 副島崑崙
- 栗原長洲
- 一ノ瀬庄助
- 野田無名
- 武富坦堂
- 武富蜜庵
- 山領梅山
- 石隈邦烈
- 高楊浦里
- 原田復初
- 原田葮涯
- 原田紫陽
- 村島政方
- 古賀朝陽
- 中村嘉田
- 岡本髄巌
- 牟田口藤右衛門
- 井内南涯
- 小柳宝里
- 執行一介
- 吉村幹斉
- 夏秋富雅
- 小代布水
- 田中紫坡
- 千布紫山
- 清水竜門
- 橋本岡陰
- 鴨打謙斉
- 大野梁村
- 大園梅屋
- 福田東洛
- 鶴田斌
- 鶴田斗南
- 福島金岡
- 服部滄洲
- 永山二水
- 西鼓岳
- 三好十洲
- 松永樟陰
- 本田豁堂
- 関迂翁
- 千住西亭
- 佐々木碑陽
- 島国華
- 木原隆忠
- 満岡白里
- 古賀竹堂
- 迎迂斉
- 石井松堂
- 古賀一平

## 現代
佐賀県が弘道館の名を冠した様々なイベントを展開している。この一部について、商標権を巡り、鍋島氏子孫と佐賀県との間で訴訟になっていることが『産経新聞』で2018年（平成30年）10月に報じられた。

## 跡地
弘道館の跡地は1929年（昭和4年）から佐賀市役所の敷地として使用された。1975年（昭和50年）の佐賀市役所移転に伴い民間に売却される予定だったが、佐賀県が取得して県有地となり、1992年（平成4年）に「くすかぜ広場」として供用を開始した。2022年5月14日にくすかぜ広場「ARKS」の愛称でリニューアルされている。